# Гершельман, Дмитрий Константинович
Дмитрий Константинович Гершельман (1859—1913) — российский военный деятель, генерал от инфантерии (1913).
Происходил из старинного дворянского рода Гершельманов, сын генерала от инфантерии К. И. Гершельмана.
Окончил Пажеский корпус и Николаевскую академию Генштаба, на военной службе с 1877 года. Участник русско-турецкой войны. Занимал командные должности в армии, в 1903 году непродолжительное время командовал Каспийским 148-м пехотным полком, с 1904 года служил в Главном штабе.
С октября 1907 по июль 1913 года — начальник штаба Отдельного корпуса жандармов.
Награждён орденами св. Анны 4-й, 3-й и 1-й степеней, св. Станислава 3-й и 1-й степеней, св. Владимира 3-й степени, а также румынскими и бухарскими орденами.
Скончался в 1913 году и был похоронен в селе Молдино (ныне Удомельского района Тверской области).
Жена — Ольга Фёдоровна Джунковская (сестра В. Ф. Джунковского). Свадьба состоялась 11 ноября 1887 года.
В браке родились 8 детей: Дмитрий (8.03.1889), Владимир (25.08.1892), Константин (8.07.1895), Екатерина (4.12.1896), Ольга (10.07.1899), Татьяна (23.05.1901), Борис (27.08.1903), Николай (24.09.1906).
Дмитрий Дмитриевич Гершельман (1889—1948) — был женат на внучке известного хирурга Н. И. Пирогова Александре Николаевне. От брака имел двоих сыновей. Умер в эмиграции, в городе Афины, где и похоронен.